# Tuğçe Karabacak
Tuğçe Karabacak (Isparta, 9 de febrer de 1987) és una actriu turca de cinema i sèries de televisió. Va estudiar a la Universitat de Màrmara, Istanbul, i es va graduar-se en disseny de moda. La pel·lícula Posta Kutusu (Bústia de correus en turc), on és una dels protagonistes va guanyar el premi special del jurat en el festival de cine Buzz Cee a Romania, el 2017.

## Carrer
- 2021 50m² (telesèrie, l'advocada Özlem[5])

- 2018 Koca Koca Yalanlar (telesèrie, Sude)

- 2017 Kaç Kaçabilirsen (film, Vildan[6])

- 2017 Bahtiyar Ölmez (telesèrie, Çağla[3])

- 2016 Aşk Laftan Anlamaz (telesèrie, Didem)

- 2016 Posta Kutusu (film, Berna)

- 2015 Şehrin Melekleri (telesèrie, Leyla[7])

- 2015 Hayalet Dayı (film, Aylin)